# Référendum constitutionnel islandais de 2012
Le référendum constitutionnel islandais de 2012 est un référendum qui s'est déroulé le 20 octobre 2012 en Islande. Les électeurs devaient se prononcer sur six propositions incluses dans un projet de nouvelle Constitution définies par l'Assemblée constituante. L'ensemble des propositions sont approuvées, mais le référendum n'est pas juridiquement contraignant. Le processus de révision n'est par la suite pas mené à son terme.

## Contexte

### Les suites de la crise financière
Le déclenchement de la crise financière en Islande entraîne la chute du gouvernement du Premier ministre Geir Haarde et son remplacement par Jóhanna Sigurðardóttir dont le gouvernement associant les socialistes de l'Alliance et le Mouvement des verts et de gauche fait adopter un projet de réforme constitutionnelle en juin 2010 qui prévoit l'élection d'une Assemblée constituante.

### Le Conseil constitutionnel de 25 citoyens
Le 27 novembre 2010, 25 « citoyens ordinaires » sont élus parmi 523 candidats après une campagne électorale où les partis ne sont pas intervenus. Mais à la suite d'un recours déposé par trois membres du Parti de l'indépendance, la Cour suprême invalide les élections en janvier 2011. Le Parlement décide néanmoins de poursuivre le processus et décide de confier à un Conseil constitutionnel constitué des personnes élues le 27 novembre la mission d'émettre des recommandations pour une nouvelle constitution. À partir des travaux de celui-ci, six questions sont soumises aux électeurs le 20 octobre 2012.

## Déroulement
Le groupe pilote utilise les moyens modernes de communication, notamment Internet et Facebook plus particulièrement.

## Résultats
La participation a été de 48,9 % après une campagne électorale poussant à l'abstention. Les résultats indiquent que deux tiers des Islandais soutiennent l'ensemble des propositions.
1. Souhaitez vous que les propositions du conseil constitutionnel forment la base d'un nouveau projet de constitution ? oui : 66,3 %
2. Dans la nouvelle constitution, voulez vous que les ressources naturelles qui ne sont pas une propriété privée soient déclarées propriété nationale ? oui : 82,9 %
3. Voudriez vous qu'il soit fait mention dans la nouvelle constitution d'une église établie (nationale) en Islande ? oui : 57,1 %
4. Voudriez vous voir une mention dans la nouvelle constitution autorisant l'élection de certaines personnes à l'Althing plus que ce n'est actuellement le cas ? oui : 78,4 %
5. Voudriez vous voir une mention dans la nouvelle constitution donnant un poids égal aux votes venant de toutes les parties du pays ? oui : 66,5 %
6. Voudriez vous voir mentionner dans la nouvelle constitution qu'une certaine proportion de l'électorat peut exiger que des questions soient soumises au référendum ? oui : 73,3 %

Sur cinq des questions, les votants ont approuvé les propositions du Conseil constitutionnel. Celui-ci n'avait pas prévu de mention d'une église établie dans sa proposition.